# درب المعاريف (حريب)

تعديل مصدري - تعديل

درب المعاريف هي إحدى قرى عزلة الاشراف بمديرية حريب التابعة لمحافظة مأرب، بلغ تعداد سكانها 660 نسمة حسب تعداد اليمن لعام 2004.